# Emmen (gemeente)

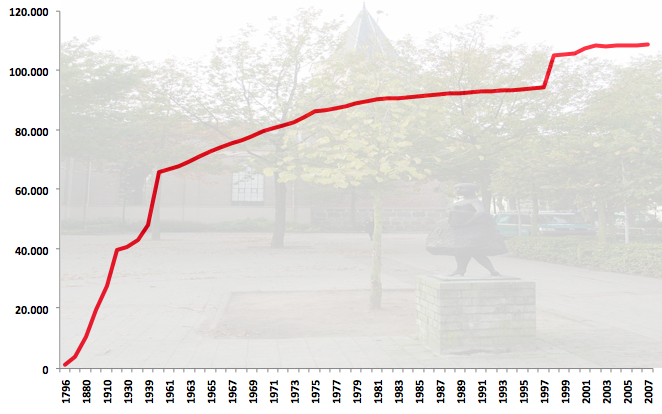
Bevolking van de gemeente Emmen in de periode 1796-2007

Emmen (uitspraakⓘ) (Drents: Emmen, uitspraak Em'm) is een gemeente in het zuidoosten van de Nederlandse provincie Drenthe en heeft een oppervlakte van ongeveer 346,26 km², waarmee het de grootste gemeente van Drenthe is. De hoofdplaats van de gemeente is het gelijknamige Emmen. Op 1 januari 2024 telde de gemeente 109.361 inwoners (bron: CBS), waarmee Emmen eveneens naar inwoneraantal de grootste gemeente van Drenthe is.

## Geografie

### Kernen
Aantal inwoners per woonkern op 1 januari 2023
| Woonplaats (BAG)  | Inwoners 2023 |
| ----------------- | ------------- |
| Emmen             | 58.130        |
| Klazienaveen      | 12.020        |
| Emmer-Compascuum  | 7.760         |
| Erica             | 4.750         |
| Nieuw-Amsterdam   | 4.730         |
| Schoonebeek       | 4.440         |
| Nieuw-Weerdinge   | 3.390         |
| Zwartemeer        | 3.060         |
| Veenoord          | 2.150         |
| Nieuw-Dordrecht   | 2.100         |
| Barger-Compascuum | 1.765         |
| Weiteveen         | 1.665         |
| Nieuw-Schoonebeek | 1.315         |
| Roswinkel         | 825           |

Verder bevinden zich in de gemeente onder andere de volgende wijken en buurtschappen, behorende bij een van de bovenstaande kernen: Amsterdamscheveld, Angelslo, Barger-Erfscheidenveen, Bargeres, Bargermeer, Barger-Oosterveen, Barger-Oosterveld, Delftlanden, De Peel, Emmer-Erfscheidenveen, Emmerhout, Emmermeer, Emmerschans, Ermerveen, Foxel, Klazienaveen-Noord, Koelveen, Middendorp, Munsterscheveld, Noordbarge, Oosterse Bos, Oranjedorp, Parc Sandur, Rietlanden, Schutwijk, Weerdinge, Westenesch, Westersebos, Wilhelmsoord, Zandpol en Zuidbarge.

## Foto's

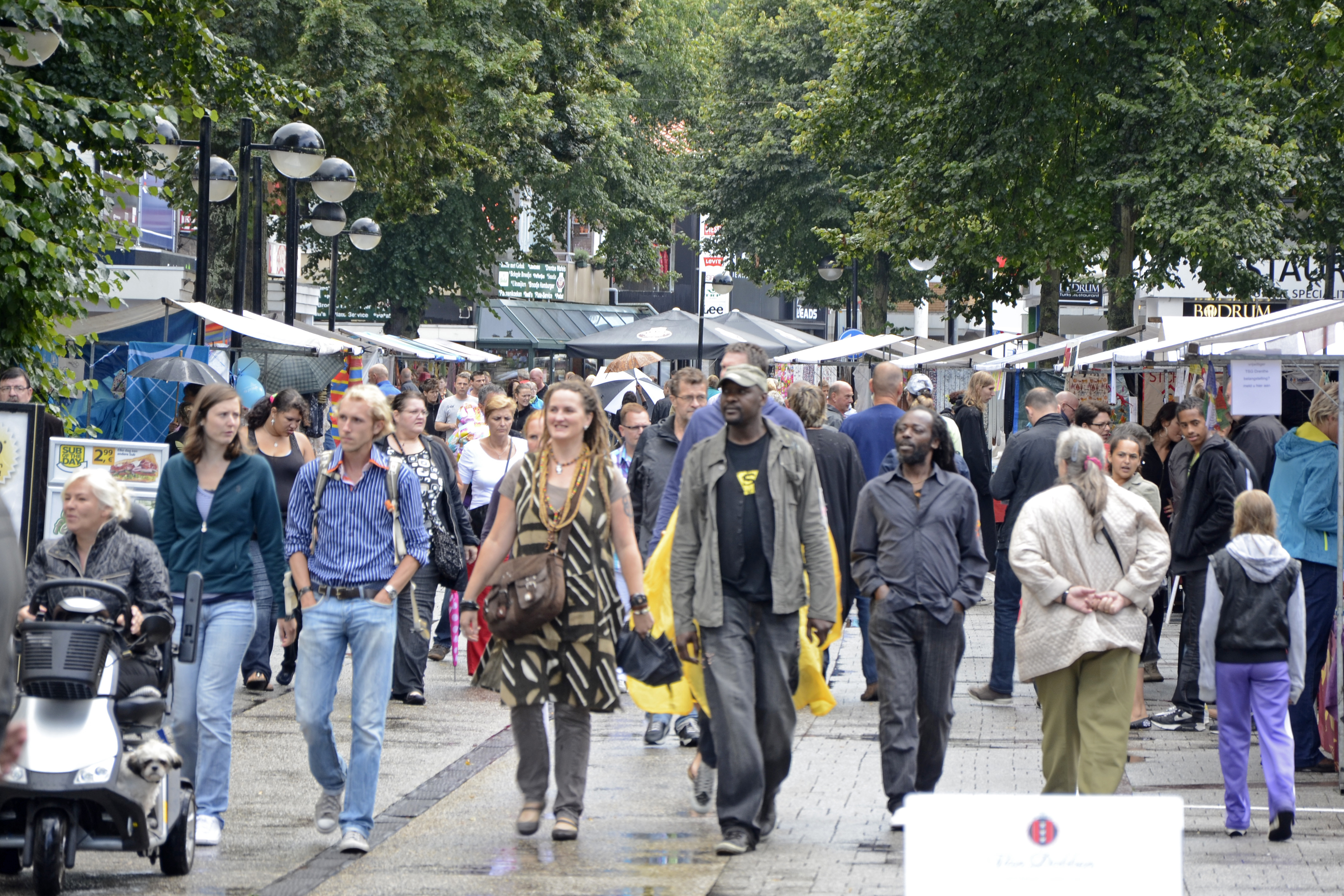
Hoofdstraat, Centrum
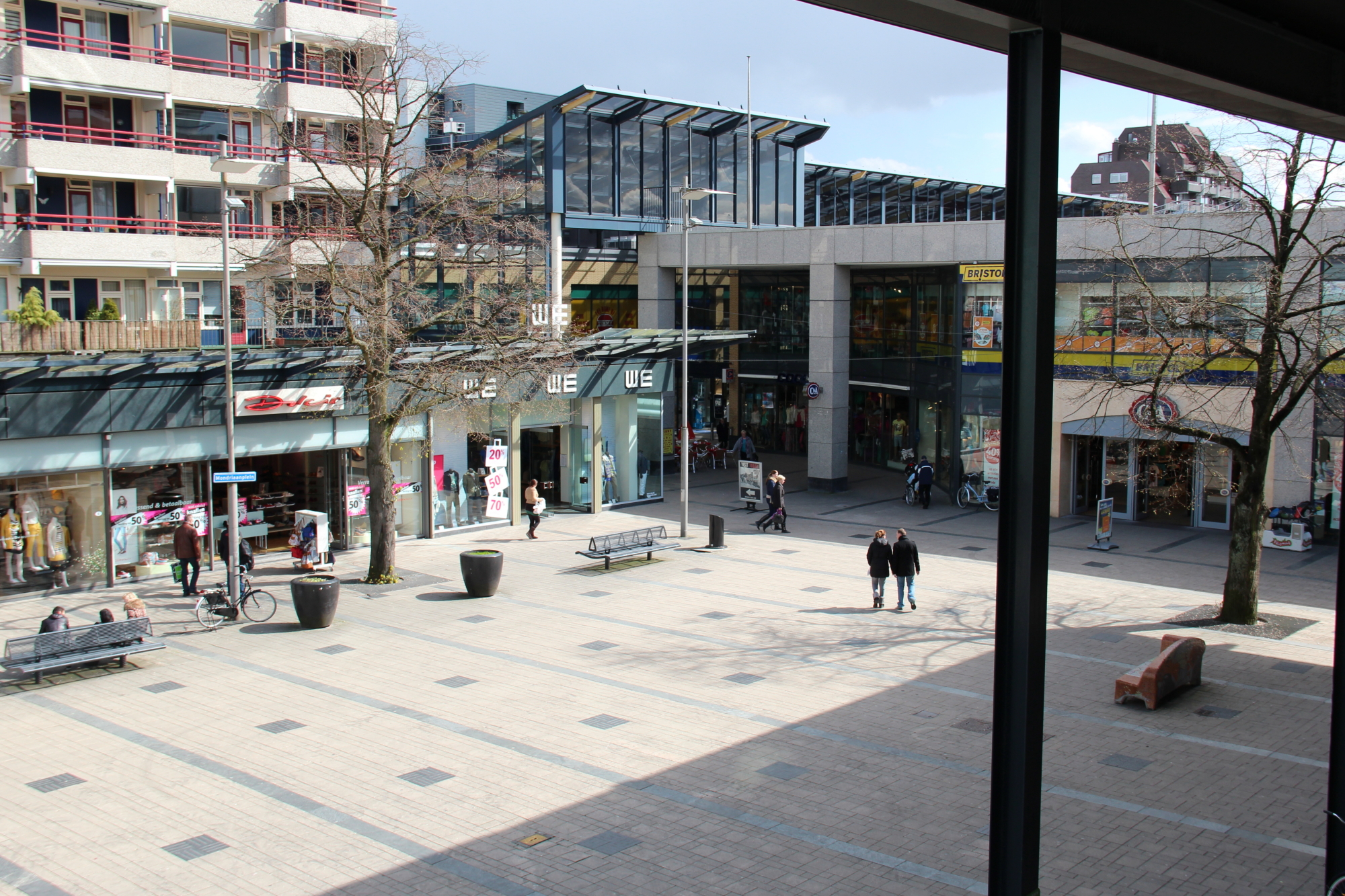
De Weiert, Centrum
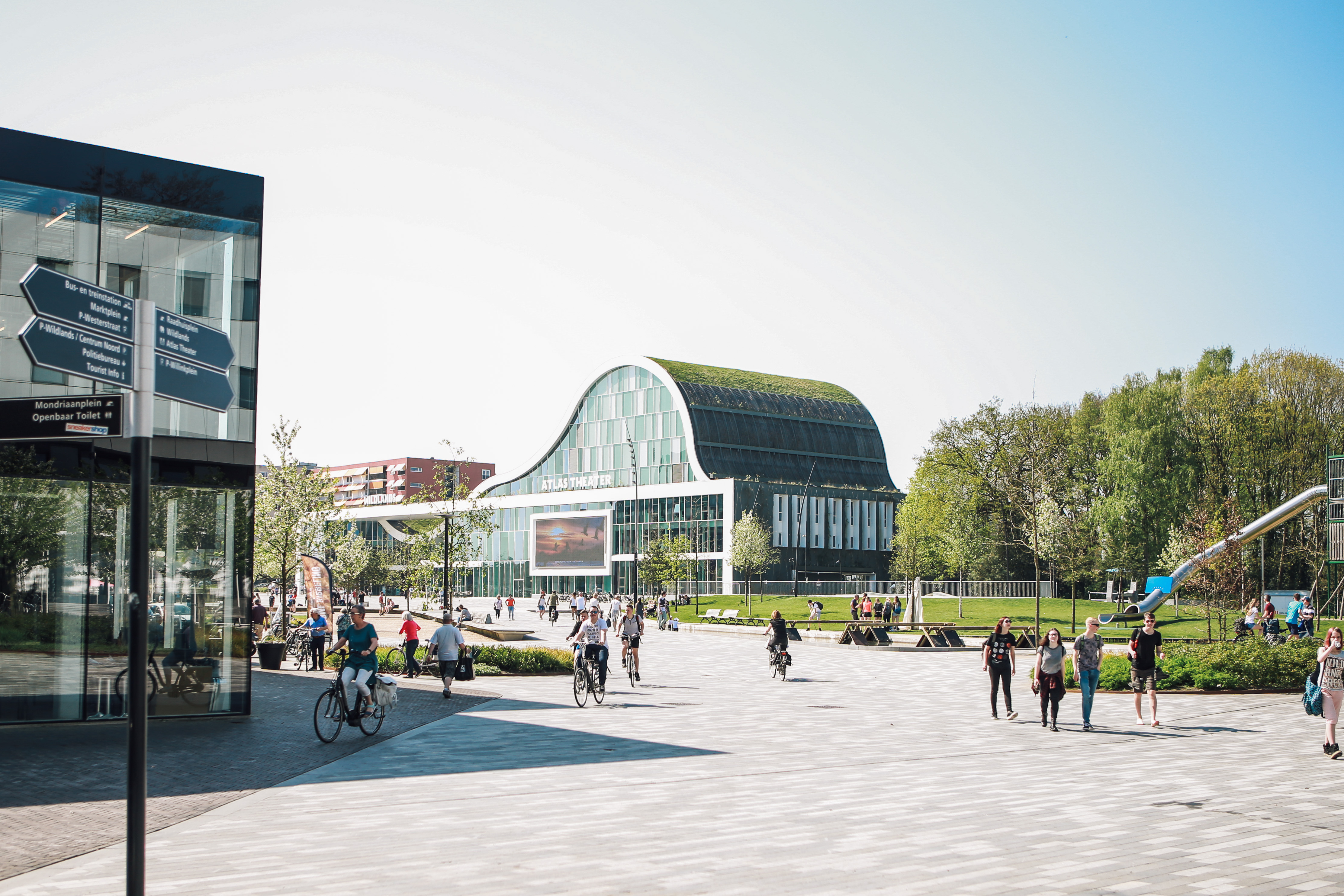
Raadhuisplein, Centrum
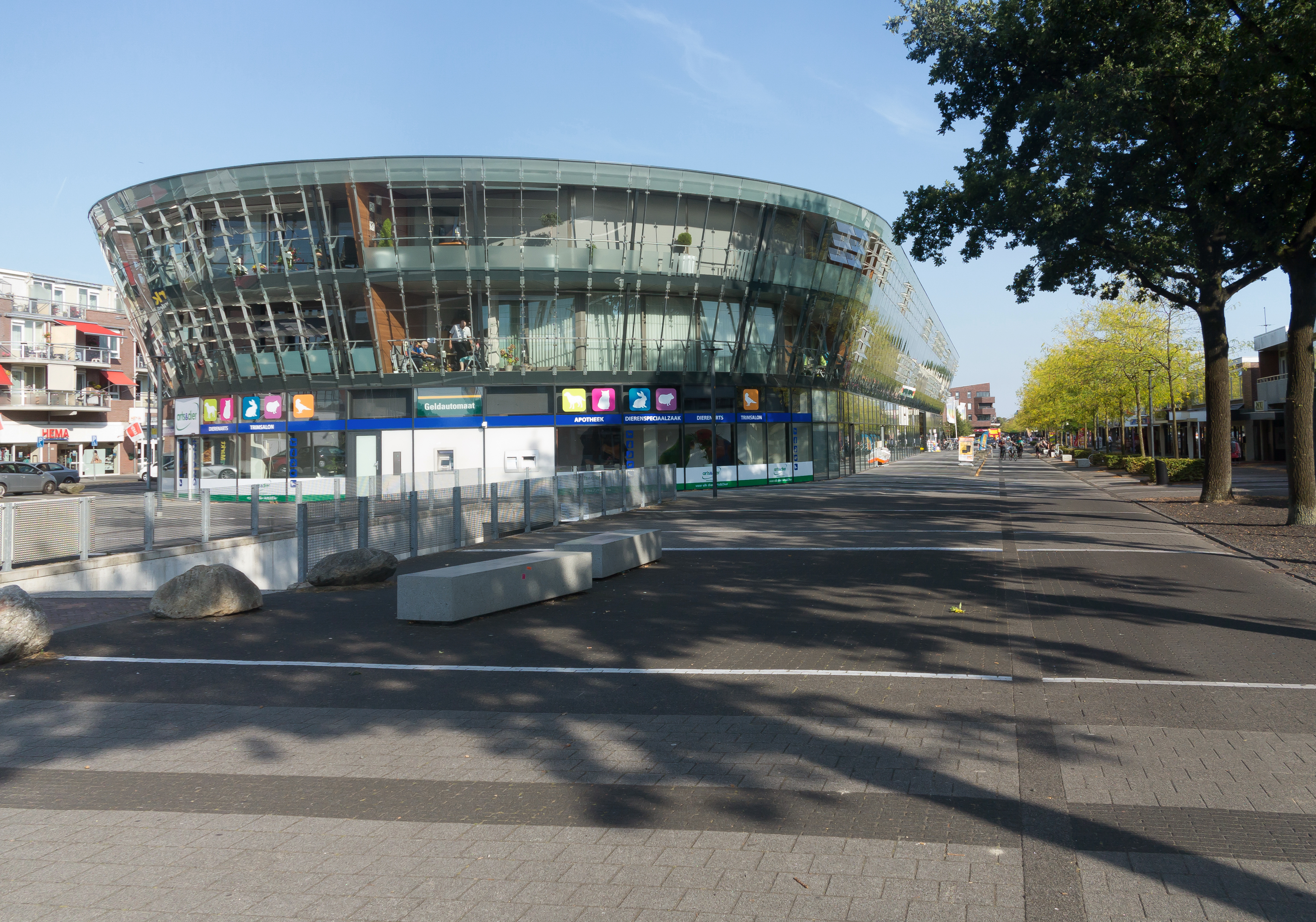
Klazienaveen
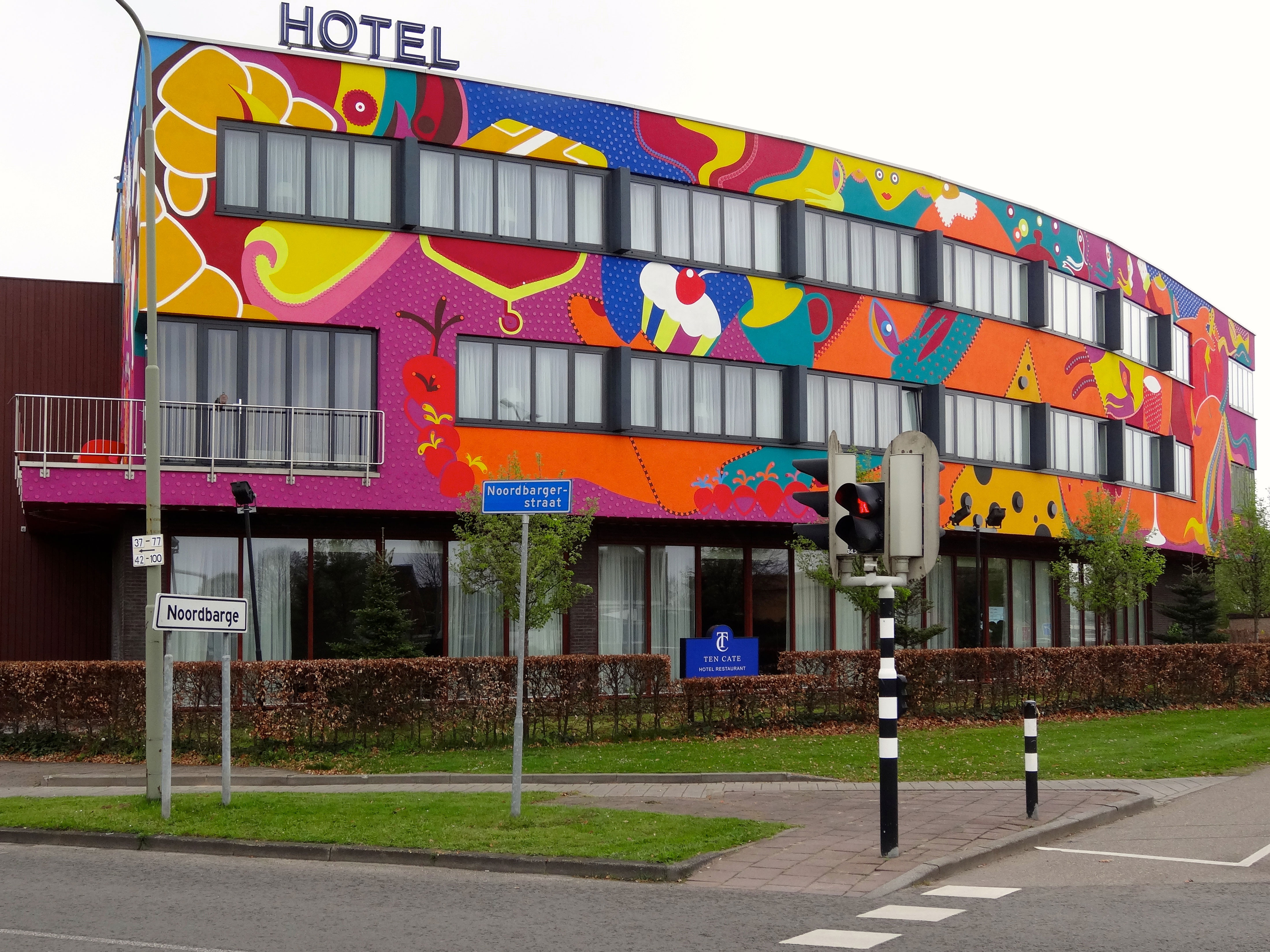
Ten Cate
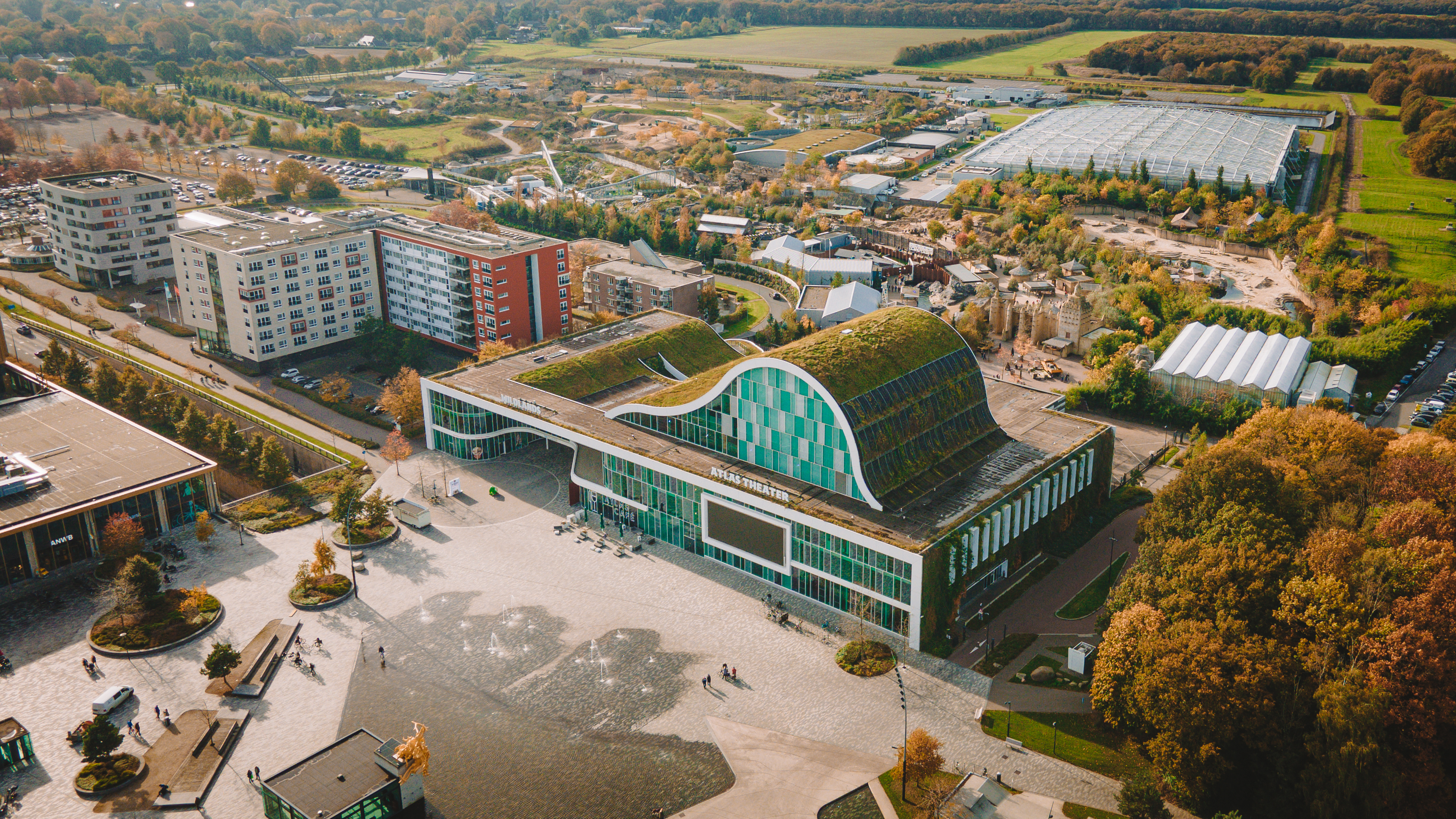
Wildlands Zoo
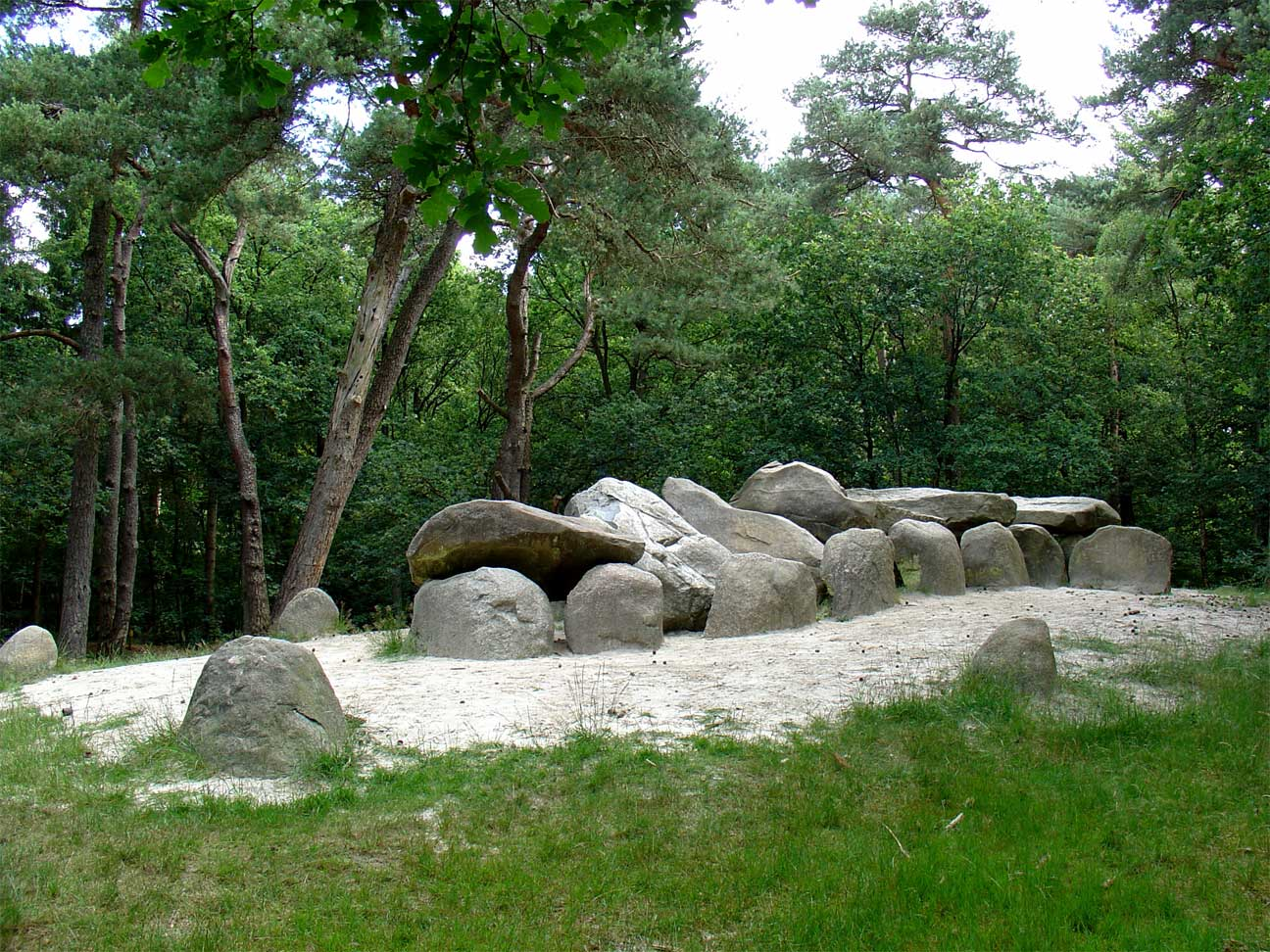
Hunebed
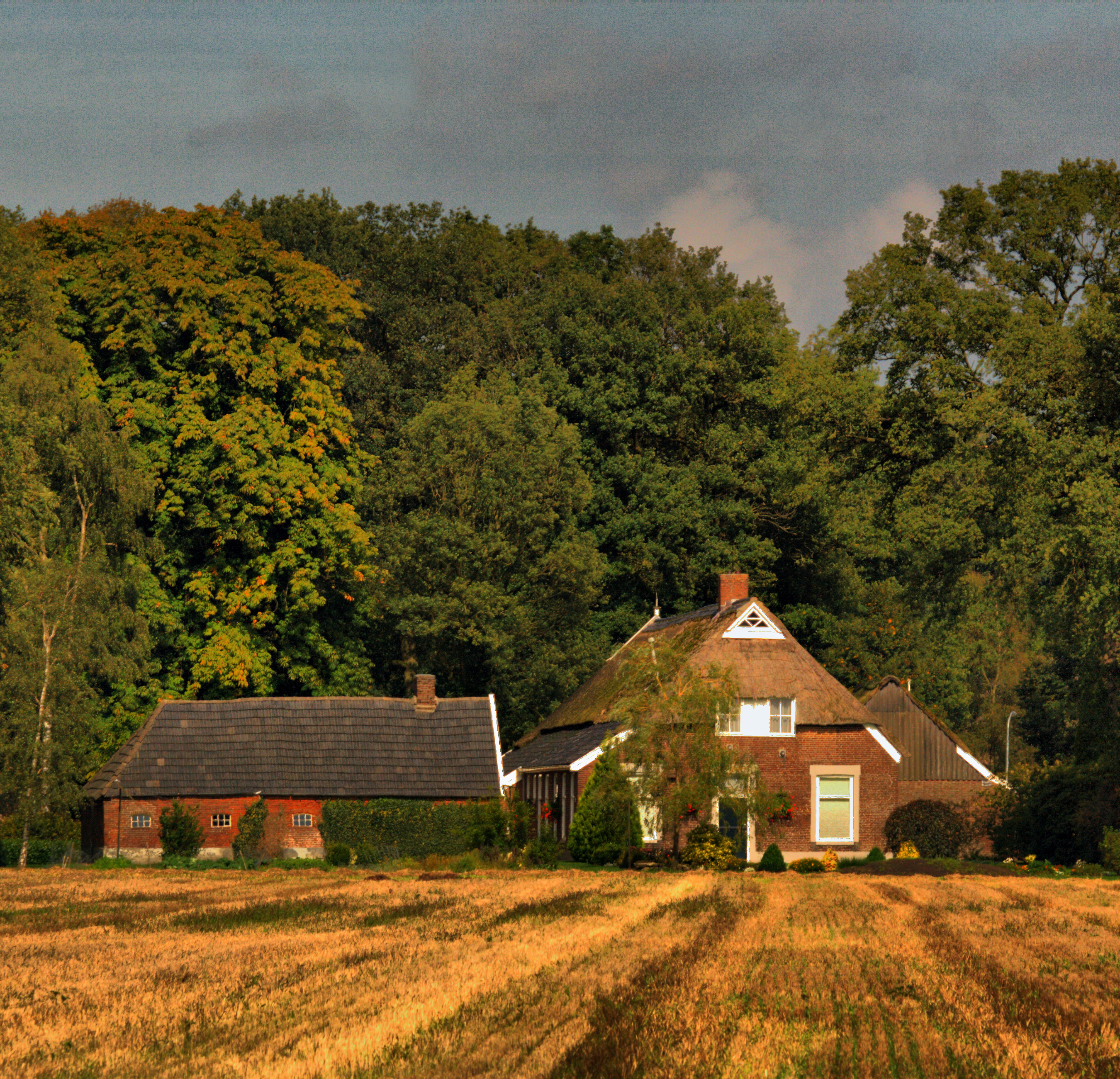
Zuidbarge
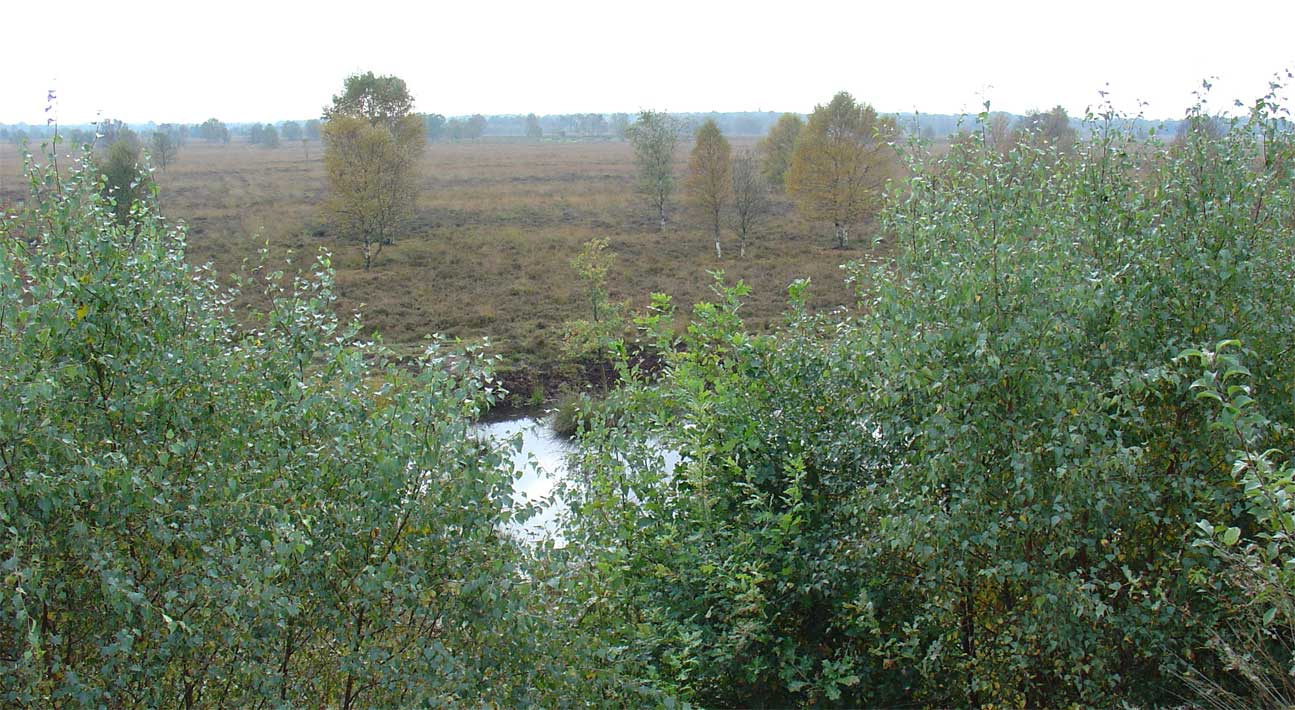
Bargerveen
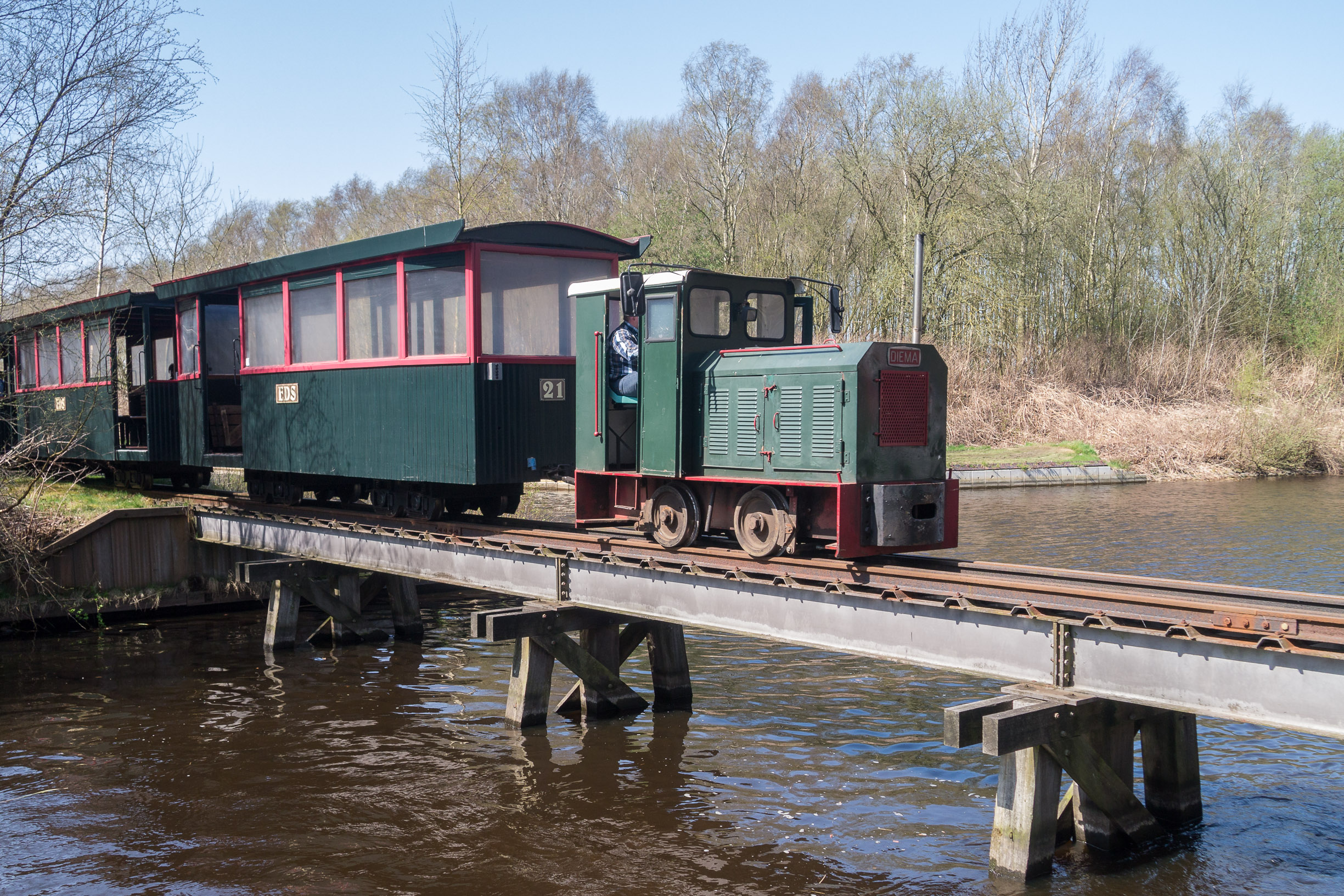
Nationaal Veenpark
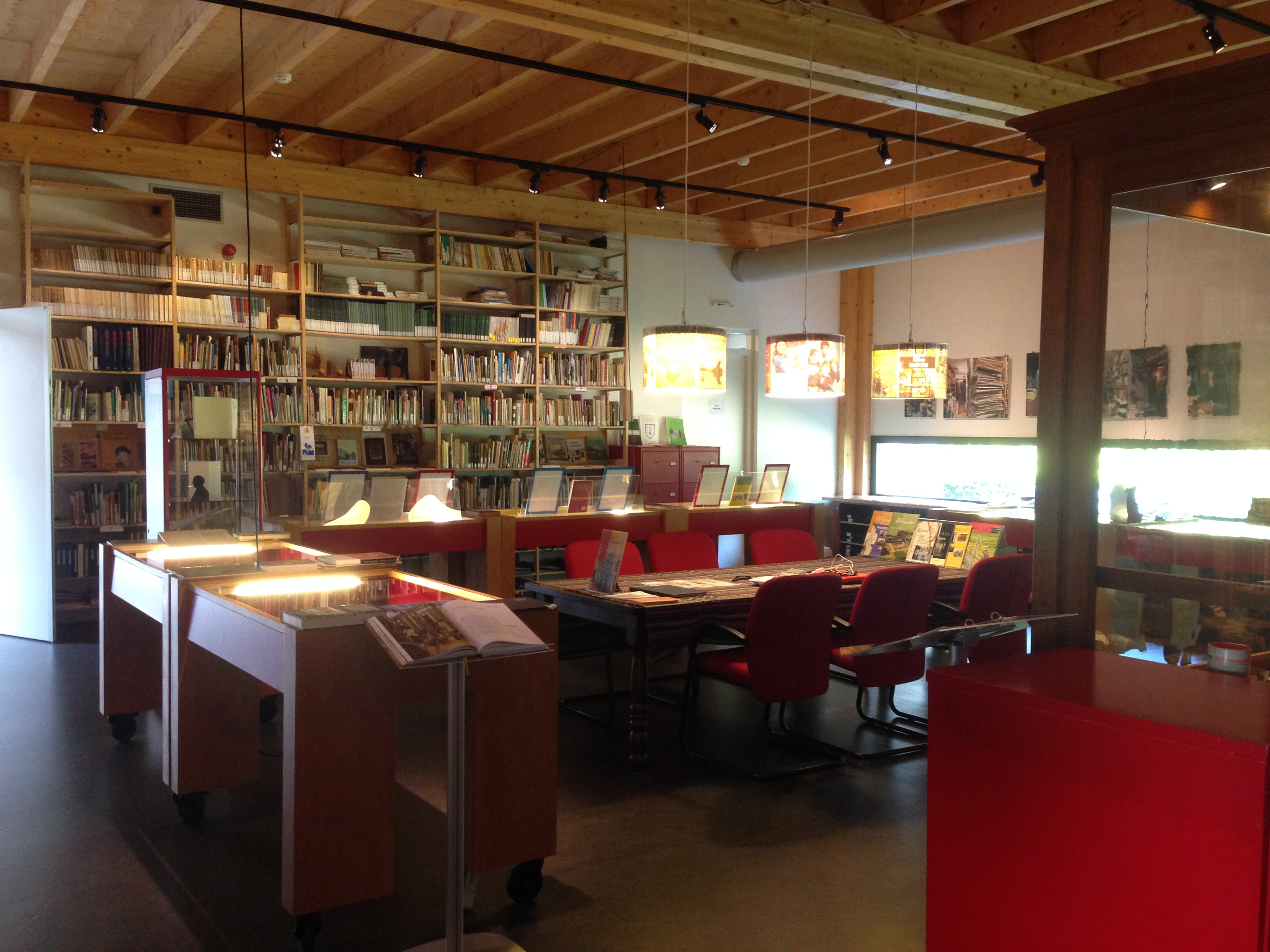
Collectie Brands
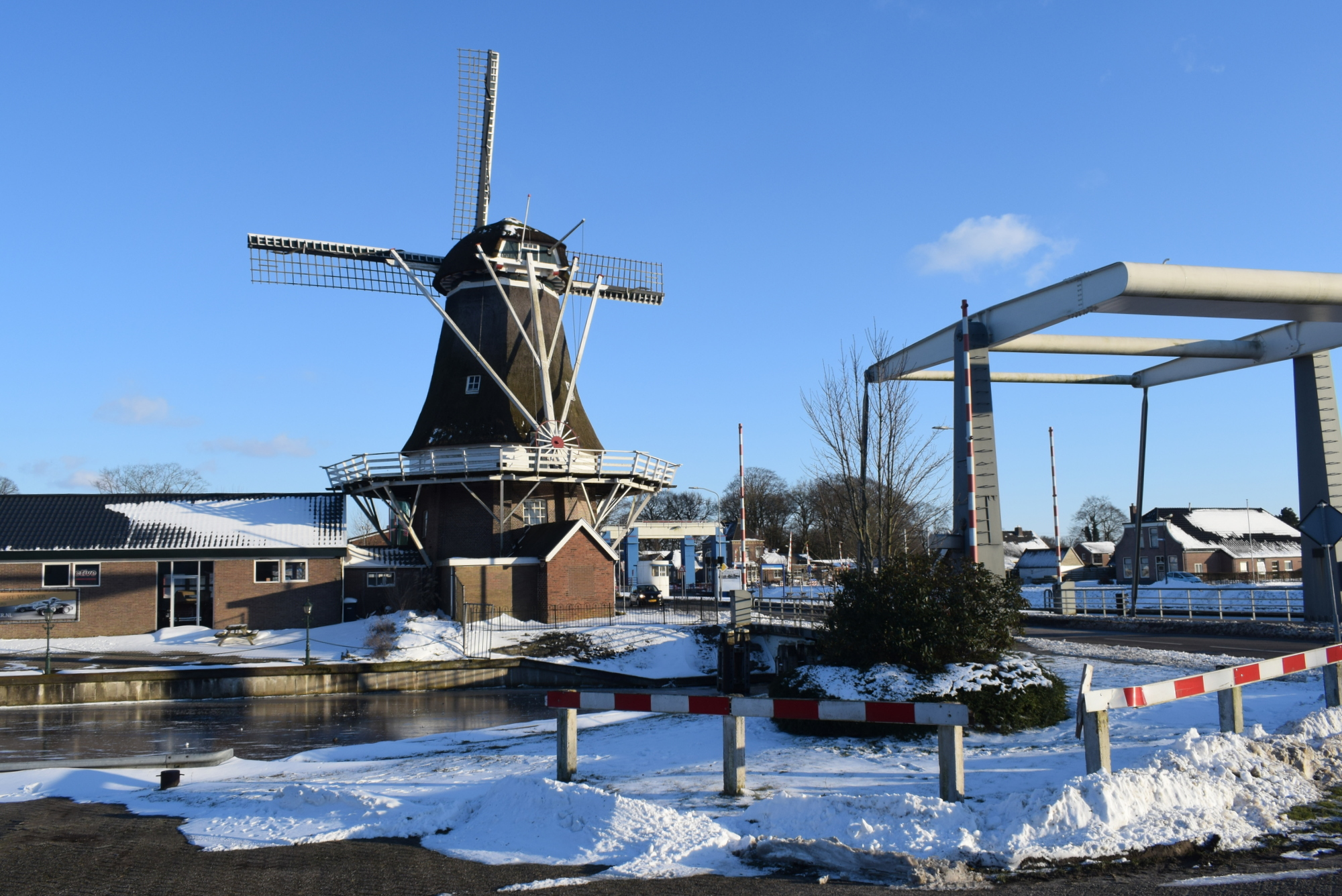
Veenoord

## Geschiedenis
Het bij Emmen gelegen grote hoogveengebied het Boertangermoor werd eerst gebruikt om boekweit te telen; dorpen als Erica zijn als zogeheten boekweitkolonies ontstaan. In de 19e eeuw werd uit het veen massaal turf gewonnen, waarvoor meerdere kanalen zijn gegraven. Het belangrijkste restant van het veengebied in de gemeente bevindt zich in het natuurreservaat het Bargerveen.
In 1865 telde de gemeente 3800 inwoners. Op een oppervlakte van 346 km² gaf dit een bevolkingsdichtheid van slechts 10,9 inwoners per km².
Na de Tweede Wereldoorlog werd het economische zwakke zuidoosten van Drenthe aangemerkt als ontwikkelingsgebied, waarna er onder meer textiel- en metaalfabrieken werden gevestigd.

### Bestuurscrisis
In de jaren '90 heeft Emmen een grote bestuurscrisis doorgemaakt. Deze crisis resulteerde in het ontslag van twee topambtenaren en het aftreden van burgemeester Ton Lensen en de wethouders. De crisis was het gevolg van beschuldigingen van machtsmisbruik, intimidatie en financieel wanbeheer. De crisis had een grote impact op het bestuur en de ambtelijke organisatie van de gemeente.

## Politiek

### Gemeenteraad
De gemeenteraad van Emmen bestaat uit 39 zetels. Hieronder staat de samenstelling van de gemeenteraad sinds 1998:
| Gemeenteraadszetels           | Gemeenteraadszetels | Gemeenteraadszetels | Gemeenteraadszetels | Gemeenteraadszetels | Gemeenteraadszetels | Gemeenteraadszetels | Gemeenteraadszetels |
| Partij                        | 1998                | 2002                | 2006                | 2010                | 2014                | 2018                | 2022                |
| ----------------------------- | ------------------- | ------------------- | ------------------- | ------------------- | ------------------- | ------------------- | ------------------- |
| Wakker Emmen                  | -                   | -                   | -                   | 5                   | 15                  | 11                  | 15                  |
| PvdA                          | 11                  | 11                  | 18                  | 11                  | 6                   | 7                   | 7                   |
| CDA                           | 9                   | 10                  | 8                   | 9                   | 5                   | 5                   | 4                   |
| VVD                           | 4                   | 5                   | 4                   | 4                   | 2                   | 3                   | 3                   |
| PVV                           | -                   | -                   | -                   | -                   | -                   | 3                   | 2                   |
| ChristenUnie                  | 2                   | 2                   | 2                   | 1                   | 2                   | 2                   | 2                   |
| SP                            | 4                   | 2                   | 2                   | 2                   | -                   | 2                   | 2                   |
| D66                           | 3                   | 2                   | -                   | 2                   | 3                   | 2                   | 1                   |
| GroenLinks                    | 1                   | 1                   | 1                   | 1                   | 1                   | 1                   | 1                   |
| FVD                           | -                   | -                   | -                   | -                   | -                   | -                   | 1                   |
| 50PLUS                        | -                   | -                   | -                   | -                   | -                   | -                   | 1                   |
| LEF!                          | -                   | -                   | -                   | 1                   | 2                   | 2                   | -                   |
| Vitaal Emmen                  | -                   | -                   | -                   | -                   | -                   | 1                   | -                   |
| Drentse Ouderen Partij        | 2                   | 1                   | 1                   | 2                   | 3                   | -                   | -                   |
| Burgerbelangen Gemeente Emmen | -                   | 2                   | 3                   | 1                   | -                   | -                   | -                   |
| Leefbaar Emmen                | -                   | 2                   | -                   | -                   | -                   | -                   | -                   |
| ONE                           | 3                   | 1                   | -                   | -                   | -                   | -                   | -                   |
| Totaal                        | 39                  | 39                  | 39                  | 39                  | 39                  | 39                  | 39                  |

### College van B en W
De coalitie voor de periode 2022-2026 bestaat uit Wakker Emmen en de PvdA. Het college van burgemeester en wethouders bestaat naast de burgemeester en de gemeentesecretaris uit vier wethouders van Wakker Emmen en twee wethouders van de PvdA.
| College van burgemeester en wethouders | College van burgemeester en wethouders | College van burgemeester en wethouders |
| -------------------------------------- | -------------------------------------- | --- |
| Burgemeester                           | Eric van Oosterhout (PvdA)             | - Algehele beleidscoördinatie - Integrale veiligheid - Openbare orde, Politie en Brandweer - Coördinatie interbestuurlijke verhoudingen en externe betrekkingen - Communicatie en representatie - Versterking lokale democratie - Erkende overlegpartners dorpen en wijken - Discriminatie |
| Wethouders                             | Jisse Otter (Wakker Emmen)             | - 1e locoburgemeester - Financiën en Belastingen - Deelnemingen (eigenaarsrol) - Organisatie en Bedrijfsvoering - Grondzaken - Wonen en bouwen - Toezicht en Handhaving - Rensenpark - Gebied: Emmen-Oost                                                                                  |
| Wethouders                             | Raymond Wanders (PvdA)                 | - 2e locoburgemeester - Werk - Beroepsonderwijs en innovatie - Inkomen - Gezondheid - Integratie - Gebied: Emmen-Noord |
| Wethouders                             | René van der Weide (Wakker Emmen)      | - 3e locoburgemeester - Openbare Ruimte - Bereikbaarheid (binnen gemeentegrens) - Ruimtelijke Ontwikkeling en Leefbaarheid - Gemeentelijke vastgoed en accommodaties - Vergunningen - Dierenwelzijn - Gebied: De Blokken                                                                   |
| Wethouders                             | Guido Rink (PvdA)                      | - 4e locoburgemeester - Economische ontwikkeling - Verduurzaming bedrijfsleven - Evenementen en Horeca - Bereikbaarheid (gemeentegrens overstijgend) - Internationale betrekkingen - Noordelijke Samenwerking - Wmo - Emancipatie - Gebied: De Monden                                      |
| Wethouders                             | Dewy Leal (Wakker Emmen)               | - 5e locoburgemeester - Jeugd - Onderwijs - Welzijn en maatschappelijke opvang - Kunst en cultuur - Gebied: Emmen-Zuid |
| Wethouders                             | Pascal Schrik (Wakker Emmen)           | - 6e locoburgemeester - Milieu, duurzaamheid en energie - Sport - Recreatie en toerisme - Land- en tuinbouw - Sociaal-cultureel werk - Gebied: De Velden |
| Gemeentesecretaris                     | Marjolein Plantinga                    | - Algemeen directeur van de organisatie - Eerste adviseur van het college van burgemeester en wethouders |

## Musea, kunst en cultuur
De gemeente Emmen telt vele culturele instellingen, waaronder:
- Museum Collectie Brands
- Veenpark
- Industrieel Smalspoor Museum
- Van Gogh Huis (Drenthe)
- Kunstgalerij Coöperatieve zuivelfabriek en korenmalerij Noordbarge

## Monumenten
In de gemeente zijn er een aantal rijksmonumenten, gemeentelijke monumenten, en oorlogsmonumenten, zie:
- Lijst van rijksmonumenten in Emmen (gemeente)
- Lijst van gemeentelijke monumenten in Emmen
- Lijst van oorlogsmonumenten in Emmen

## Openbaar vervoer
In de gemeente Emmen liggen drie spoorwegstations: station Emmen, station Emmen Zuid en station Nieuw Amsterdam. Op alle stations stoppen snel- en stoptreinen van Arriva richting Zwolle. De busdiensten in de gemeente is in handen van Qbuzz.

## Aangrenzende gemeenten
| Aangrenzende gemeenten | Aangrenzende gemeenten | Aangrenzende gemeenten | Aangrenzende gemeenten | Aangrenzende gemeenten |
| ---------------------- | ---------------------- | ---------------------- | ---------------------- | ---------------------- |
| Borger-Odoorn          |                        | Westerwolde (Gr)       |                        |                        |
|                        |                        |                        |                        |                        |
| Coevorden              | Haren (D)              |                        |                        |                        |
|                        |                        |                        |                        |                        |
| Emlichheim (D)         |                        | Ringe (D)              |                        | Twist (D)              |

Drenthe: Steden en dorpen      Nederland: Provincies · Gemeenten
Aa en Hunze · Assen · Borger-Odoorn · Coevorden · Emmen · Hoogeveen · Meppel · Midden-Drenthe · Noordenveld · Tynaarlo · Westerveld · De Wolden

Steden en dorpen · Voormalige gemeenten · Nederland: Provincies · Gemeenten